# Sim Jae-young
Dans ce nom coréen, le nom de famille, Sim, précède le nom personnel Jae-young.
Pour les articles homonymes, voir SIM.
Sim Jae-young, née le 14 septembre 1995, est une taekwondoïste sud-coréenne, double championne du monde en titre.

## Biographie
Lors des championnats du monde de taekwondo 2019, elle conserve son titre dans la catégorie des poids fin (-46 kg), titre déjà remporté deux ans plus tôt aux championnats du monde 2017,.